# Ekona Lelu
Pour les articles homonymes, voir Ekona.
Ekona Lelu ou Ekona Upper est une localité du Cameroun, située dans l'arrondissement de Muyuka, le département du Fako et la région du Sud-Ouest.

## Population
En 1953, la population était de 265 habitants. En 1967, Ekona Lelu comptait 310 habitants, principalement des Bakweri. Lors du recensement de 2005, on a dénombré 205 personnes.